# Wedge Tomb von Ballybriest
Das Wedge Tomb von Ballybriest stammt ursprünglich aus dem Townland Ballybriest (irisch Baile Briosc) im County Londonderry in Nordirland.
Da es durch Kies- und Sandabbau stark gefährdet war, wurde es 1997 vollständig ausgegraben und im An Creagán Visitor Centre neu errichtet (jetzige Lage: 54° 39′ 20,4″ N, 7° 2′ 7,5″ W). An Creagán liegt im County Tyrone an der Straße zwischen Cookstown und Omagh.
Wedge Tombs sind doppelwandige, ganglose, mehrheitlich ungegliederte Megalithbauten der späten Jungsteinzeit und der frühen Bronzezeit. Von den Wedge Tombs sind circa 580 Exemplare auf der irischen Insel bekannt, die sich hauptsächlich im Westen befinden.
Die Anlage besteht aus einer Galerie der Seitensteine sowie zwei Dachsteinen. Diese sind 1,20 und 1,05 m lang.
In der Nähe des ursprünglichen Standplatzes befindet sich noch ein weiteres Wedge Tomb.